# Dendrophilacris bellicosa
Dendrophilacris bellicosa är en insektsart som beskrevs av Christiane Amédégnato och Poulain 1987. Dendrophilacris bellicosa ingår i släktet Dendrophilacris och familjen gräshoppor. Inga underarter finns listade i Catalogue of Life.